# Microlinyphia simoni
Microlinyphia simoni är en spindelart som beskrevs av van Helsdingen 1970. Microlinyphia simoni ingår i släktet Microlinyphia och familjen täckvävarspindlar.
Artens utbredningsområde är Madagaskar. Inga underarter finns listade i Catalogue of Life.